# Dacope Upazila
Dacope Upazila är ett underdistrikt i Bangladesh. Det ligger i den södra delen av landet, 160 km sydväst om huvudstaden Dhaka.
Trakten runt Dacope Upazila består till största delen av jordbruksmark. Runt Dacope Upazila är det tätbefolkat, med 319 invånare per kvadratkilometer.